# Warrenpoint Town Football Club
El Warrenpoint Town Football Club es un club de fútbol de Irlanda del Norte, con sede en Warrenpoint, Condado de Down. Fue fundado en 1988, y compite en la NIFL Championship, la segunda categoría del fútbol norirlandés.

## Historia
Al comienzo de la temporada 2012-13, la desaparición del Newry City permitió que el club heredara algunos de los jugadores del Newry, lo que fortaleció al equipo. Finalmente terminaron como subcampeones y se clasificaron para la liguilla de ascenso contra el Donegal Celtic, que había terminado penúltimo en la primera categoría. Warrenpoint ganó la llave con la regla del gol de visitante después de terminar 2-2 en el global, para así alcanzar la máxima categoría por primera vez en su historia.
En su primera temporada en la máxima categoría el club disputó sus encuentros como local en el campo del Dungannon Swifts, el Stangmore Park, hasta el 30 de noviembre de 2013, debido a que el estadio del Warrenpoint no cumplía con los criterios de la Premiership.

## Palmarés

### Torneos nacionales
- Segunda División (1): 2016-17
- NIFL Premier Intermediate League (2): 2010-11, 2024-25
- Mid-Ulster Football League (3): 2000-01, 2007-08, 2009-10

### Torneos regionales
- Mid-Ulster Cup (1): 2016-17